# Crécey-sur-Tille
Crécey-sur-Tille ist eine französische Gemeinde mit 125 Einwohnern (Stand: 1. Januar 2022) im Département Côte-d’Or in der Region Bourgogne-Franche-Comté (vor 2016 Bourgogne). Sie gehört zum Arrondissement Dijon und zum Kanton Is-sur-Tille.

## Geographie
Crécey-sur-Tille liegt rund 26 Kilometer nordnordöstlich von Dijon am Tille, der die Gemeinde im Südwesten begrenzt. Nachbargemeinden sind Villey-sur-Tille im Norden und Westen, Selongey im Osten und Nordosten, Échevannes im Süden und Osten sowie Is-sur-Tille im Süden und Südwesten.

## Bevölkerung
| Jahr                       | 1962 | 1968 | 1975 | 1982 | 1990 | 1999 | 2006 | 2013 | 2019 |
| Einwohner                  | 138  | 136  | 133  | 107  | 124  | 164  | 177  | 146  | 131  |
| Quellen: Cassini und INSEE |      |      |      |      |      |      |      |      |      |